# Editorial universitaria

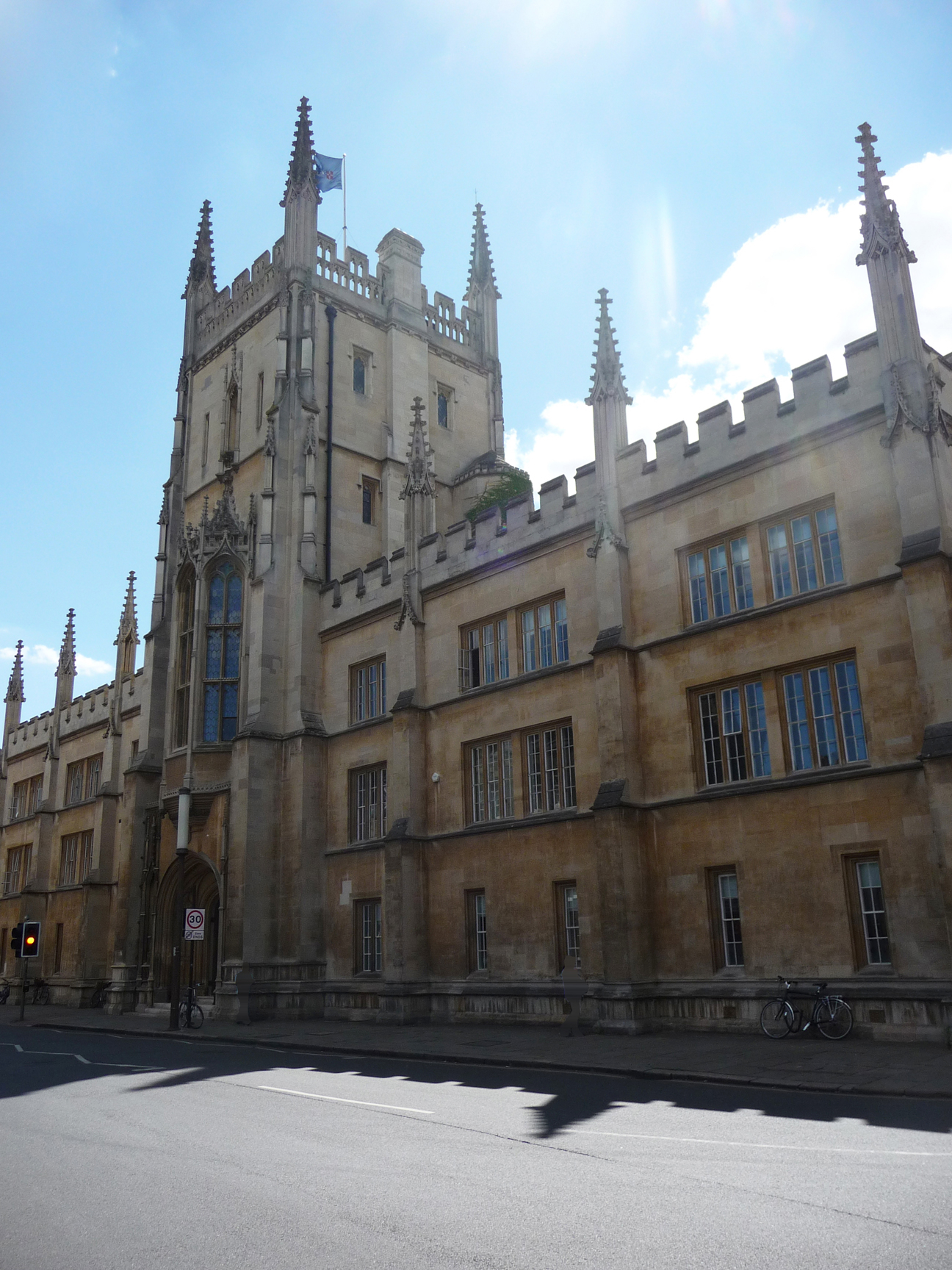
El Edificio Pitt en Cambridge, que solía ser la sede de Cambridge University Press, y ahora sirve como centro de conferencias para la prensa.

Una editorial universitaria es una editorial académica especializada en monografías y revistas académicas. La mayoría son organizaciones sin fines de lucro y un componente integral de una universidad de investigación. Publican trabajos que han sido revisados por académicos en el campo. Producen principalmente trabajos académicos (por ejemplo, monografías), pero a menudo también tienen títulos «populares», como libros sobre religión o sobre temas regionales.
Debido a que los libros académicos en su mayoría no son rentables, las editoriales universitarias también pueden publicar libros de texto y obras de referencia, que tienden a tener un público más amplio y venden más copias. La mayoría de las editoriales universitarias funcionan con pérdidas y están subvencionadas por sus propietarios; mientras que otras están obligados a alcanzar el punto de equilibrio (cubrir costes). La demanda ha disminuido a medida que se reducen los presupuestos de las bibliotecas y las ventas en línea de libros usados socavan el nuevo mercado de libros. Si bien muchas editoriales están experimentando con la publicación electrónica, el libro impreso sigue estando presente y no ha desaparecido aún en la edición universitaria.

## Asociaciones de Editoriales Universitarias
Existe diversos tipos de agrupaciones de editoriales universitarias, unas tienen un alcance regional/internacional otras son más de corte local/nacional.

### Asociaciones internacionales

#### Asociación de Editoriales Universitarias de América Latina y el Caribe (EULAC)
La Asociación de Editoriales Universitarias de América Latina y el Caribe (EULAC) es la asociación que agrupa a las redes y asociaciones de editoriales universitarias de los distintos países de América Latina y el Caribe. Sus objetivos principales son el fomento y la promoción del pensamiento académico, a través de la visibilidad y la circulación de la producción editorial; así como la profesionalización de todos los involucrados en este sector.

#### Asociación de Editoriales Universitarias Americanas (AUPresses)
La Asociación de Imprentas Universitarias Americanas (AUPresses)  promueve el papel esencial de una comunidad global de editores cuya misión es garantizar la excelencia académica y cultivar el conocimiento.

#### Asociación Europea de Editoriales Universitarias (AEUP)
La Asociación Europea de Editoriales Universitarias (AEUP) es una organización de y para las editoriales universitarias de toda Europa que les ayuda a construir relaciones más sólidas entre ellas, a cooperar y compartir conocimientos para alcanzar objetivos comunes y abordar conjuntamente cuestiones importantes en un momento actual de la dinámica editorial.

### Asociaciones nacionales

#### Argentina
- Red de Editoriales de Universidades Privadas (REUP).[7]
- Red de Editoriales de Universidades Nacionales de la Argentina (REUN).[8]

#### Brasil
- Associação Brasileira das Editoras Universitárias (ABEU).[9]

#### Colombia
- Asociación de Editoriales Universitarias de Colombia (Aseuc).[10]
- Grupo de Editoriales Universitarias del Pacífico (GEUP Colombia).[11]

#### España
- Unión de Editoriales Universitarias Españolas (UNE).[12]